# Еппл-Маунтен-Лейк (Вірджинія)
Еппл-Маунтен-Лейк (англ. Apple Mountain Lake) — переписна місцевість (CDP) в США, в окрузі Воррен штату Вірджинія. Населення — 1400 осіб (2020).

## Географія
Еппл-Маунтен-Лейк розташований за координатами 38°55′33″ пн. ш. 78°6′14″ зх. д. / 38.92583° пн. ш. 78.10389° зх. д. (38.925965, -78.103957).  За даними Бюро перепису населення США в 2010 році переписна місцевість мала площу 4,47 км², з яких 4,44 км² — суходіл та 0,02 км² — водойми.

## Демографія
Згідно з переписом 2010 року, у переписній місцевості мешкало 1396 осіб у 468 домогосподарствах у складі 355 родин. Густота населення становила 312 особи/км².  Було 501 помешкання (112/км²).
Расовий склад населення:
| - 90,6 % — білих - 1,7 % — азіатів - 1,5 % — корінних американців - 1,4 % — чорних або афроамериканців - 2,9 % — осіб інших рас |

До двох чи більше рас належало 1,9 %. Частка іспаномовних становила 7,6 % від усіх жителів.
За віковим діапазоном населення розподілялося таким чином: 28,6 % — особи молодші 18 років, 65,7 % — особи у віці 18—64 років, 5,7 % — особи у віці 65 років та старші. Медіана віку мешканця становила 36,5 року. На 100 осіб жіночої статі у переписній місцевості припадало 105,6 чоловіків;  на 100 жінок у віці від 18 років та старших — 111,7 чоловіків також старших 18 років.
Середній дохід на одне домашнє господарство  становив 83 911 долар США (медіана — 78 370), а середній дохід на одну сім'ю — 93 204 долари (медіана — 77 614). Медіана доходів становила 51 964 долари для чоловіків та 60 962 долари для жінок. За межею бідності перебувало 7,8 % осіб, у тому числі 0,0 % дітей у віці до 18 років та 17,6 % осіб у віці 65 років та старших.
Цивільне працевлаштоване населення становило 744 особи. Основні галузі зайнятості: будівництво — 31,6 %, освіта, охорона здоров'я та соціальна допомога — 21,1 %, науковці, спеціалісти, менеджери — 15,3 %, роздрібна торгівля — 14,7 %.